# 香港電影金像獎最佳亞洲華語電影
香港電影金像獎最佳亞洲華語電影是香港電影金像獎頒發的常設獎項，由2020年起頒發，取代過去的「最佳亞洲電影」（2002年至2011年），及「最佳兩岸華語電影」（2012年至2019年），以表揚亞洲地區傑出的華語電影。

## 參選資格
如下：
1. 連續7天內，於五十個座位以上的香港影院作公開售票放映，放映場數不得少於5場。
2. 影片長度須為60分鐘或以上，並以35毫米菲林放映或數碼放映。
3. 電影的二分之一以上對白內容須為華語（但不包括配音），若電影無對白，則以原片中的字幕對白是否中文為準則。
4. 至少一間出品公司為亞洲地區（包括香港）的合法註冊公司，或發行公司有一間香港的合法註冊公司，並須以出品身份記名於該片的片頭或片尾字幕中。

## 獲獎與提名
|  | 获奖者 |

### 2020年代（2020 — 至今）
| 年份 （屆次）                  | 片名               | 導演     | 地區     | 來源  |
| ------------------------------ | ------------------ | -------- | -------- | ----- |
| 2020年 （第39屆）              | 《大象席地而坐》   | 胡波     | 中國大陸 | [ 2 ] |
| 2020年 （第39屆）              | 《返校》           | 徐漢強   | 臺灣     | [ 2 ] |
| 2020年 （第39屆）              | 《影》             | 张艺谋   | 中國大陸 | [ 2 ] |
| 2022年 （第40屆）              | 《美國女孩》       | 阮鳳儀   | 臺灣     | [ 3 ] |
| 2022年 （第40屆）              | 《月老》           | 九把刀   | 臺灣     | [ 3 ] |
| 2022年 （第40屆）              | 《消失的情人節》   | 陳玉勳   | 臺灣     | [ 3 ] |
| 2023年 （第41屆）              | 《海的盡頭是草原》 | 爾冬陞   | 中國大陸 | [ 4 ] |
| 2023年 （第41屆）              | 《該死的阿修羅》   | 樓一安   | 臺灣     | [ 4 ] |
| 2023年 （第41屆）              | 《獨行月球》       | 張吃魚   | 中國大陸 | [ 4 ] |
| 2024年 （第42屆）              |                    |          |          |       |
| 《周處除三害》                 | 黃精甫             | 臺灣     | [ 5 ]    |       |
| 《孤注一掷》                   | 申奧               | 中國大陸 | [ 5 ]    |       |
| 《富都青年》                   | 王禮霖             | 馬來西亞 | [ 5 ]    |       |
| 《满江紅》                     | 張藝謀             | 中國大陸 | [ 5 ]    |       |
| 《關於我和鬼變成家人的那件事》 | 程偉豪             | 臺灣     | [ 5 ]    |       |
| 2025年 （第43屆）              |                    |          |          |       |
| 《老狐狸》                     | 蕭雅全             | 臺灣     | [ 6 ]    |       |
| 《狗陣》                       | 管虎               | 中國大陸 | [ 6 ]    |       |
| 《鬼才之道》                   | 徐漢強             | 臺灣     | [ 6 ]    |       |
| 《第二十條》                   | 張藝謀             | 中國大陸 | [ 6 ]    |       |
| 《熱辣滾燙》                   | 賈玲               | 中國大陸 | [ 6 ]    |       |

## 外部連結
- 香港電影金像獎官方網站 （页面存档备份，存于）